# 坎普福莫苏
坎普福莫苏是巴西巴伊亚州的一个市镇。总面积6806.097平方公里，总人口68101人，人口密度10人/平方公里。